# Princípio de d'Alembert

Jean le Rond d'Alembert

O Princípio de d'Alembert, também conhecido como o Princípio de Lagrange d'Alembert, é uma afirmação das leis clássicas fundamentais de movimento, e deve-se ao físico e matemático francês Jean le Rond d'Alembert. O princípio afirma que a soma das diferenças entre as forças agindo em um sistema e as derivadas no tempo dos momento do sistema ao longo de um deslocamento virtual consistente com os vínculos do sistema, é zero. Ou, matematicamente:
{\displaystyle \sum _{i}{(\mathbf {F} _{i}-m_{i}\mathbf {a} _{i})\cdot \delta \mathbf {r} _{i}=0}}
em que: {\displaystyle \mathbf {F} _{i}} são as forças aplicadas;
{\displaystyle \delta \mathbf {r} _{i}} é o deslocamento virtual do sistema, consistente com os vínculos;
{\displaystyle m_{i}} são as massas das partículas do sistema;
{\displaystyle \mathbf {a} _{i}} são as acelerações das partículas do sistema;
{\displaystyle m_{i}\mathbf {a} _{i}} representa a derivada temporal do momentum linear da i-ésima partícula.
A dinâmica é análoga ao princípio do trabalho virtual para forças aplicadas em um sistema estático, e é mais geral que o princípio de Hamilton pois evita a restrição a sistemas holonômicos (sistemas cujos vínculos dependem somente das coordenadas e do tempo, e não das velocidades) . Se os termos negativos nas acelerações são pensados como forças inerciais, a afirmação do princípio de d'Alembert se torna: O trabalho virtual total realizado pelas forças impressas mais as forças inerciais é zero para deslocamentos reversíveis.
A equação acima, apesar de ser conhecida como princípio de d'Alembert, foi primeiramente obtida nesta forma variacional pelo matemático italiano Joseph Louis Lagrange. A contribuição de d'Alembert  foi demonstrar que num sistema dinâmico como um todo as forças de vínculo zeram, o que é equivalente a dizer que as forças generalizadas {\displaystyle \mathbf {Q} _{j}} não precisam incluir as forças de vínculo.

## Derivação
Considere a lei de Newton para um sistema de partículas. A força total sobre cada partícula é:
{\displaystyle \mathbf {F} _{i}^{(T)}=m_{i}\mathbf {a} _{i}}
em que: {\displaystyle \mathbf {F} _{i}^{(T)}} são as forças totais agindo no sistema de partículas;
{\displaystyle m_{i}\mathbf {a} _{i}} são as forças inerciais resultantes das forças totais.
Movendo as forças inerciais para o lado esquerdo da equação e considerando o trabalho virtual, {\displaystyle \delta W}, realizado pelas forças totais e inerciais juntas através de um deslocamento virtual {\displaystyle \delta \mathbf {r} _{i}} do sistema, temos:
{\displaystyle \delta W=\sum _{i}\mathbf {F} _{i}^{(T)}\cdot \delta \mathbf {r} _{i}-\sum _{i}m_{i}\mathbf {a} _{i}\cdot \delta \mathbf {r} _{i}=0}
que zera pelo fato de as forças totais sobre cada partícula serem nulas.
Separando as forças totais em forças aplicadas, {\displaystyle \mathbf {F} _{i}}, e forças de vínculo, {\displaystyle \mathbf {C} _{i}}, temos:
{\displaystyle \delta W=\sum _{i}\mathbf {F} _{i}\cdot \delta \mathbf {r} _{i}+\sum _{i}\mathbf {C} _{i}\cdot \delta \mathbf {r} _{i}-\sum _{i}m_{i}\mathbf {a} _{i}\cdot \delta \mathbf {r} _{i}=0}
Se deslocamentos virtuais arbitrários são assumidos em direções ortogonais às forças de vínculo, então as forças de vínculo não realizam trabalho. Tais deslocamentos são ditos serem consistentes com os vínculos. Isto leva à formulação do princípio de d'Alembert, que afirma que a diferença entre as forças aplicadas e as forças inerciais para um sistema dinâmico não realiza trabalho virtual:
{\displaystyle \delta W=\sum _{i}(\mathbf {F} _{i}-m_{i}\mathbf {a} _{i})\cdot \delta \mathbf {r} _{i}=0}.